# الرکیه (الریان)
الرکیه یک منطقهٔ مسکونی در قطر است که در شهرداری الریان واقع شده‌است. الرکیه ۳۶٫۴ کیلومتر مربع مساحت دارد.